# Liem Swie King
Liem Swie King  (chinesisch 林水鏡, Pinyin Lín Shuǐjìng; * 28. Februar 1956 in Kudus als Ng Swie King) ist ein ehemaliger indonesischer Badmintonspieler vom PB Djarum. Er war in den späten 1970er und den 1980er Jahren einer der bedeutendsten Akteure in dieser Sportart. Er gehört der chinesischen Minderheit in Indonesien an.

## Karriere
1974 machte er das erste Mal auf sich aufmerksam, als er Bronze bei den Asienspielen gewann. Zwei Jahre später stand er bei den All England Open Badminton Championships im Finale, verlor dort aber gegen Rudy Hartono. 1977 verlor er erneut das Finale, diesmal gegen Flemming Delfs. In der darauffolgenden Saison schaffte es King endlich bis ganz nach oben, als er das Finale gegen Rudy Hartono gewann. 1979 revanchierte er sich bei Flemming Delfs im Endspiel für die 77er Niederlage und verteidigte damit seinen Titel vom Vorjahr. 1980 unterlag er Prakash Padukone im Finale, drehte den Spieß aber 1981 um und wurde zum dritten Mal All-England-Champion. 1984 schaffte er es noch einmal in das Endspiel, diesmal gegen Morten Frost aus Dänemark. King verlor jedoch in drei Sätzen.
King nahm an allen vier Weltmeisterschaften von 1977 bis 1985 teil. Bei der 1. WM 1977 verlor er überraschend sein Achtelfinalmatch gegen Thomas Kihlström. 1980 kämpfte er sich bis ins Finale vor, verlor dort aber einmal mehr gegen Rudy Hartono. Auch 1983 reichte es nur zu Silber, als er im Endspiel gegen Landsmann Icuk Sugiarto unterlag. 1985 gewann der Altmeister noch einmal Bronze im Doppel mit Hariamanto Kartono.
1976, 1979 und 1984 siegte er mit dem indonesischen Team im Thomas Cup, 1982 wurde er mit der Mannschaft Zweiter.

## Erfolge
| Saison    | Veranstaltung     | Disziplin    | Platz | Name                                |
| --------- | ----------------- | ------------ | ----- | ----------------------------------- |
| 1974      | Asienspiele       | Herreneinzel | 3     | Liem Swie King                      |
| 1976      | All England       | Herreneinzel | 2     | Liem Swie King                      |
| 1977      | Swedish Open      | Herreneinzel | 1     | Liem Swie King                      |
| 1977      | All England       | Herreneinzel | 2     | Liem Swie King                      |
| 1977/1978 | Denmark Open      | Herreneinzel | 1     | Liem Swie King                      |
| 1978      | Asienspiele       | Herreneinzel | 1     | Liem Swie King                      |
| 1978      | All England       | Herreneinzel | 1     | Liem Swie King                      |
| 1979      | All England       | Herreneinzel | 1     | Liem Swie King                      |
| 1980      | Weltmeisterschaft | Herreneinzel | 2     | Liem Swie King                      |
| 1980      | All England       | Herreneinzel | 2     | Liem Swie King                      |
| 1981      | All England       | Herreneinzel | 1     | Liem Swie King                      |
| 1982      | Asienspiele       | Herreneinzel | 2     | Liem Swie King                      |
| 1983      | Indonesia Open    | Herreneinzel | 1     | Liem Swie King                      |
| 1983      | Weltmeisterschaft | Herreneinzel | 2     | Liem Swie King                      |
| 1983      | Malaysia Open     | Herreneinzel | 1     | Liem Swie King                      |
| 1984      | All England       | Herreneinzel | 2     | Liem Swie King                      |
| 1984      | Japan Open        | Herreneinzel | 2     | Liem Swie King                      |
| 1985      | All England       | Herreneinzel | 3     | Liem Swie King                      |
| 1985      | Weltmeisterschaft | Herrendoppel | 3     | Liem Swie King / Hariamanto Kartono |
| 1985      | Indonesia Open    | Herrendoppel | 1     | Liem Swie King / Hariamanto Kartono |
| 1986      | Asienspiele       | Herrendoppel | 3     | Liem Swie King / Bobby Ertanto      |
| 1986      | Indonesia Open    | Herrendoppel | 1     | Liem Swie King / Hariamanto Kartono |
| 1987      | Japan Open        | Herrendoppel | 1     | Liem Swie King / Eddy Hartono       |
| 1987      | Thailand Open     | Herrendoppel | 2     | Liem Swie King / Eddy Hartono       |
| 1987      | Indonesia Open    | Herrendoppel | 1     | Liem Swie King / Eddy Hartono       |